# Sally's Cove
Sally's Cove est une municipalité (Town) située à l'ouest de Terre-Neuve sur les rive du golfe du Saint-Laurent.